# Rafael Sánchez-Navarro
Rafael Sánchez-Navarro Salinas (Ciudad de México, México; 11 de junio de 1958) es un actor español-mexicano de cine, teatro y televisión.

## Biografía
Rafael creció en una familia de artistas. Su padre es el actor español de la época de oro del cine mexicano, Manolo Fábregas, cuyo nombre real es Manuel Sánchez-Navarro, su abuela es la prolífica actriz de la Época de oro del cine mexicano Fanny Schiller, y su bisabuela es la emblemática actriz Virginia Fábregas, considerada la Sarah Bernhardt mexicana de principios del siglo XX.[cita requerida] Su hermana es la también actriz Mónica Sánchez-Navarro y es tío de la también actriz Cassandra Sánchez-Navarro. 
Rafael residió toda su juventud en su ciudad natal, hasta que al terminar su etapa escolar decidió seguir los pasos de su padre y se fue a estudiar teatro a Inglaterra. Allí estudió en el NEETC & School of Art ubicada en Colchester de 1974 a 1976. Luego viajó a Estados Unidos, donde continuó sus estudios de teatro en Los Angeles Valley College en California, de 1977 a 1979.
Regresó a México y finalizó sus estudios en el Centro de Experimentación Teatral de la Academia de Bella Artes. Su debut en las tablas fue en 1979, en la obra Yo soy una buena madre judía junto a Susana Alexander. En cine debutó en la película D.F. en 1980, junto a Julissa y Sasha Montenegro; mientras que en televisión debutó el año anterior en la telenovela Mamá Campanita, junto a Silvia Derbez.

## Filmografía

### Cine
- Huérfanos (2014)
- Cabeza de Buda (2009)
- Arráncame la vida (2008)
- Niñas mal (2007)
- Contracorriente (2006)
- Dame tu cuerpo (2003)
- Escalera al cielo (2002)
- Seres humanos (2001)
- Corazones rotos (2001)
- Crimen perfecto (1995)
- Cerca del cielo (1994)
- Peor es nada (1994)
- Matrimonio y mortaja (1994)
- La oreja de Van Gogh (1993)
- Drama de noche (1993)
- El teatro del horror (1991)
- El costo de la vida (1989)
- Cita con la muerte (1989)
- Blood Screams (1988)
- Líneas cruzadas (1987)
- El otro (1986)
- Va de Nuez (1986)
- Las plumas del pavorreal (1986)
- Cazador de demonios (1983)
- Agustín Lara; solamente una vez (1986)
- Cuarteto para el fin del tiempo (1983)
- D.F. (1980)

### Telenovelas
- La doña (2016-2017) .... Jaime Aguirre
- La candidata (2016-2017) .... Alonso San Román Suárez
- Caminos de Guanajuato (2015) .... Javier Zamora
- Siempre tuya Acapulco (2014) .... Armando Balmaceda Domínguez
- Vivir a destiempo (2013) .... Martín Campos
- Los Rey (2012-2013) .... Atilio Herrán
- Emperatriz (2011) .... Manuel León
- Pobre diabla (2009-2010) .... Horacio Rodríguez
- Tengo todo excepto a ti (2008) .... Ernesto Blaquier
- Ángel, las alas del amor (2006-2007) .... Fernando Blanco
- Dos chicos de cuidado en la ciudad (2003-2004) .... Felipe Medina Páez
- El amor de mi vida (1998-1999) .... Miguel Ángel Castañeda
- La chacala (1997-1998) .... Joaquín García
- Te dejaré de amar (1996-1997) .... Juan Santos Elizalde
- Volver a empezar (1994-1995) .... Santiago Ugalde
- Valentina (1993-1994) .... Renato Saldívar
- Milagro y magia (1991) .... Carlos Andrade
- Lo blanco y lo negro (1989) .... Roberto Olmedo
- El pecado de Oyuki (1988) .... Orson Brooks
- El engaño (1986) .... Rodrigo
- Juana Iris (1985) .... Cristóbal
- Bodas de odio (1983-1984) .... Dimitrio Mendoza
- Mañana es primavera (1982-1983) .... Eduardo
- Por amor (1982) .... Sergio Antonio
- Secreto de confesión (1980) .... Gustavo
- Mamá Campanita (1978-1979)

### Series de TV
- Un buen divorcio (2024) .... Rogelio Rionda
- El Mantequilla (2023) .... General Robles
- Archivo muerto (2023) .... Presentador[2]
- Guardia-García (2018) .... Alfonso Guardia
- Enemigo íntimo (2018) .... Leopoldo Borges
- Sense8 (2017)
- Dios Inc. (2016) .... Salvador Pereyra
- La hora marcada (1989) .... Alberto Rosales/Luis
- Mujer, casos de la vida real
- Lo que callamos las mujeres

### Teatro
- Seminar
- TragaLuz
- Tomar Partido
- Algo de verdad
- Los Lobos
- Arte
- Modigliani
- Aquel tiempo de campeones
- Amadeus
- El hombre elefante
- Como ser una buena madre judía
- Después de la lluvia
- Relaciones peligrosas
- El hombre de La Mancha
- Equus
- Amantes
- Harvey
- Drácula
- Pedro y el lobo

## Premios y nominaciones

### Premios TVyNovelas
| Año  | Categoría                  | Telenovela          | Resultado |
| ---- | -------------------------- | ------------------- | --------- |
| 2017 | Mejor actor coestelar      | La candidata        | Nominado  |
| 1995 | Mejor villano              | Volver a empezar    | Nominado  |
| 1983 | Mejor revelación masculina | Mañana es primavera | Ganador   |

### Premios Ariel
| Año  | Categoría   | Película | Resultado |
| ---- | ----------- | -------- | --------- |
| 1985 | Mejor actor | El otro  | Nominado  |

### Premios El Heraldo de México
| Año  | Categoría                 | Obra de teatro     | Resultado |
| ---- | ------------------------- | ------------------ | --------- |
| 1982 | Mejor actuación masculina | El hombre elefante | Ganador   |

### Diosas de Plata
| Año  | Categoría   | Película            | Resultado |
| ---- | ----------- | ------------------- | --------- |
| 1989 | Mejor actor | El costo de la vida | Ganador   |

### ANDA
- Ganador Medalla Virginia Fábregas por más de 25 años de trabajo[4]